# Somalia-Schilling

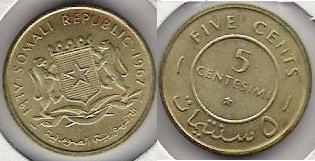
5-Centesimi-Münze, geprägt 1967

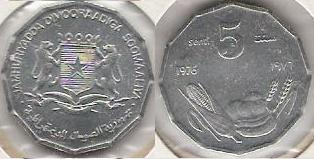
5-Senti-Münze, geprägt 1976

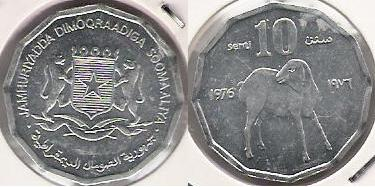
10-Senti-Münze, geprägt 1976

Der Somalia-Schilling oder Somalischer Schilling (Somali shilin soomaali; arabisch شلن) ist die Währung von Somalia. Er ist unterteilt in 100 Centesimi oder Senti. Die ISO-Abkürzung der Währung ist SOS, die (englische) Währungsabkürzung ist SoSh.
Die Münzen sowie die in den 1980er Jahren gedruckten Scheine zu 5, 10, 20, 50 und 100 Schilling sind praktisch wertlos. Seit Jahren zirkulieren nur noch Scheine zu 1000 Schilling, wobei der Falschgeldanteil vom Internationalen Währungsfonds auf bis zu 98 % geschätzt wird. Zahlungsverkehr wird in Somalia daher häufig in Fremdwährung bzw. in den letzten Jahren stark zunehmend über Mobile Payment abgewickelt. Marktbeherrschendes System ist EVC Plus, ein Service des in Somalia führenden Mobilfunkanbieters Hormuud.
1990 gab es einen Versuch der Neuauflage mit einem „Neuen Somalia-Schilling“ mit zwei Banknoten-Ausgaben zu N20 und N50 (Neuen) Shilin Soomaali im Verhältnis 1:100. 
Banknoten zu 50, 100 und 500 Schilling aus den 1980er Jahren

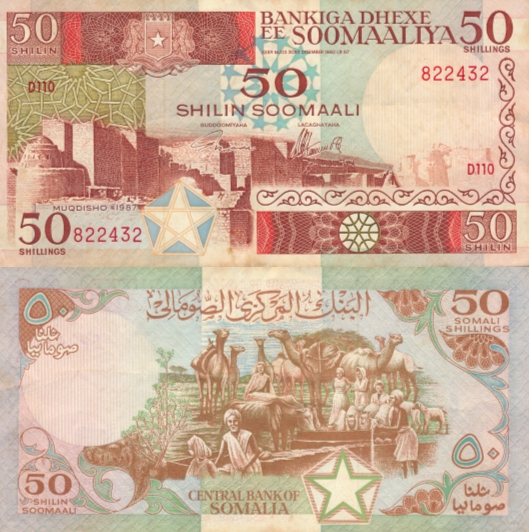
50-Schilling-Banknote von Somalia (1987)
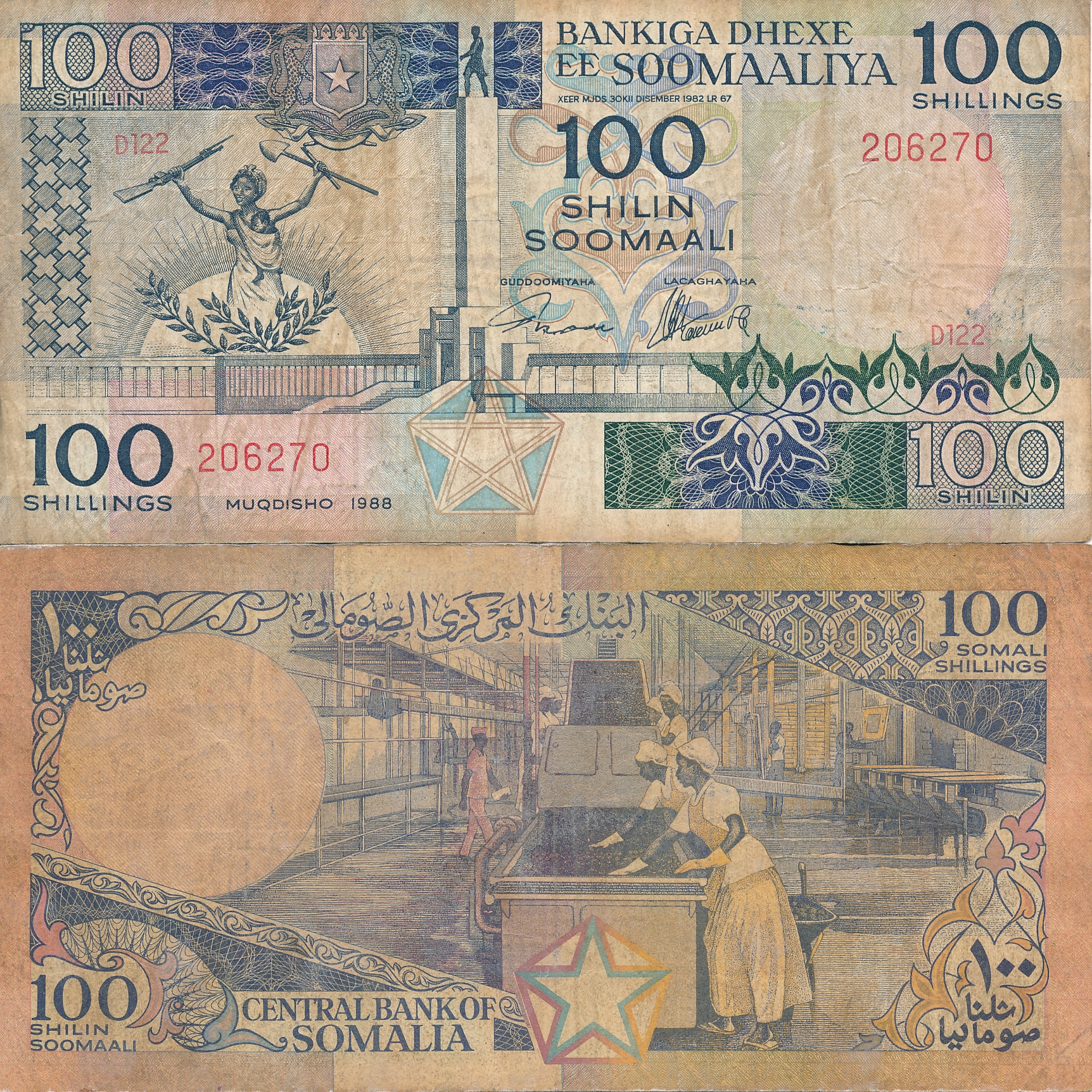
100-Schilling-Banknote von Somalia (1988)
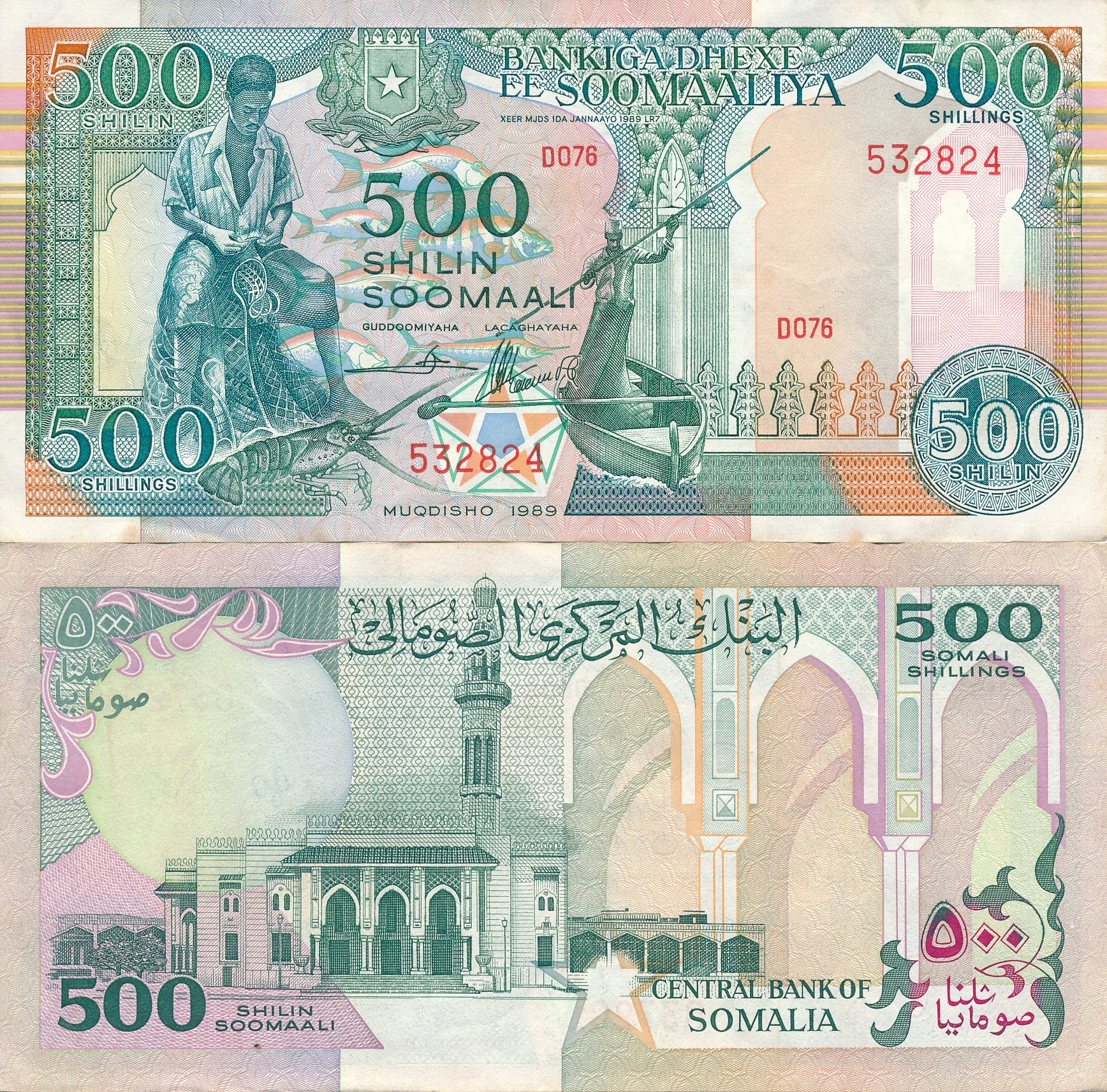
500-Schilling-Banknote von Somalia (1989)

## Geschichte
Etwa zwei Jahre nach der Unabhängigkeit Somalias brachte die Somalische Zentralbank ab 15. Dezember 1962 die ersten Banknoten der neuen Währung Somalia-Schilling heraus. Bis dahin waren als Zahlungsmittel noch der Somalo des Italienischen Treuhandgebiets Somalia im Süden und der Ostafrikanische Schilling aus dem ehemaligen britischen Kolonialgebiet im Umlauf.
Nach Beginn des somalischen Bürgerkriegs und dem Zusammenbruch des somalischen Staatswesens im Jahr 1991 ließen verschiedene Kriegsfürsten in eigener Regie große Mengen an 500- und 1000-Schilling-Scheinen drucken, was den Wert der Währung einbrechen ließ. Im Juni 1990 bekam man auf dem freien Markt rund 2000 Schilling für einen US-Dollar, im August 1991 bereits 7000 Schilling und 2002 bisweilen bis zu 25.000 Schilling. Der Wechselkurs erholte sich bis März 2006 auf 13.400, sank bis Mai 2008 aber wieder auf 30.000 Schilling pro Dollar.
Aufgrund der chaotischen Währungssituation sind in Somalia verschiedene Fremdwährungen als Zahlungsmittel im Gebrauch. Vor allem US-Dollar, aber auch Euro und Dirham der Vereinigten Arabischen Emirate. In Grenzregionen trifft man auch auf die Währungen der Nachbarländer: Äthiopischer Birr, Dschibuti-Franc und Kenia-Schilling. Die seit 1991 faktisch unabhängige Republik Somaliland hat ihre eigene Währung eingeführt, den Somaliland-Schilling, der sich jedoch nur in der Region zwischen Hargeysa und Berbera als Zahlungsmittel durchsetzen konnte.
Die Zentralbank von Somalia plant seit 2018 – mit technischer Unterstützung des Internationalen Währungsfonds (IWF) und der Weltbank – eine umfassende Währungsreform. Ziel der Maßnahme ist es, das bisher überwiegend im Umlauf befindliche Falschgeld auszutauschen, überschüssige Liquidität zu reduzieren und die Inflation einzudämmen. Laut Angaben des stellvertretenden Gouverneurs Ali Yasin Wardhere sollen neue Banknoten in Stückelungen von 1.000, 2.000, 5.000 und 10.000 Shilling ab Mitte 2024 eingeführt und die alten scheine bis spätestens Juni oder Juli 2024 entwertet werden.
Der IWF betonte in seinem Staff Country Report 2024, dass der Reformprozess in zwei Phasen verläuft:
- Phase I besteht im Austausch der gefälschten Altbanknoten gegen neue Scheine, ohne zusätzliche Ausgabe von mehr Geld.
- Phase II umfasst künftig die Einführung höherer Stückelungen und möglicherweise Maßnahmen zur Währungsstabilisierung im Rahmen eines Currency Board Arrangement (CBA), um den neuen Somali Shilling fest an den US-Dollar zu koppeln[4]

Zudem soll die Zentralbank bis Juni 2024 Filialen in allen Hauptstädten der föderalen Mitgliedstaaten eröffnen (z. B. Garowe, Baidoa, Kismayo), um Steuererhebung und Bargeldverteilung zu gewährleisten.
Parallel zur Währungsmaßnahme arbeitet die Zentralbank an mehreren gesetzlichen Reformen: Der Gesetzentwurf zur Überarbeitung des Zentralbankgesetzes, das National Payment System Law sowie weitere finanzmarktbezogene Regelwerke befinden sich im parlamentarischen Prozess mit Ziel der Verabschiedung bis Ende 2025. Der Ausbau der Bankenaufsicht, die Lizenzierung mobiler Geldtransferdienste (MMOs) sowie die Einführung eines nationalen QR-Zahlungssystems („National SWITCH“) zählen zu weiteren Kernmaßnahmen.

## Aktueller Stand
- Mit Stand Ende 2023 hat Somalia keine eigene Währung mehr ausgegeben: die bisher umlaufenden Scheine sind zu über 80 % gefälscht und verlieren an Akzeptanz.
- Die Einführung der neuen Währung wurde bis Mitte des Jahres 2024 geplant.
- Das Vorhaben gilt als nationale Priorität und gleichzeitig als bedeutender Beitrag zum Wiederaufbau des Staatswesens. Der IWF bezeichnet den Weg zu einem Currency Board als notwendige Säule zur Stabilisierung und zur Wiederherstellung des Vertrauens in die nationale Währung seien (CBA – Währungsbehördenstruktur, Somalia pegs shilling to USD)[7]